# Montgomery Gentry

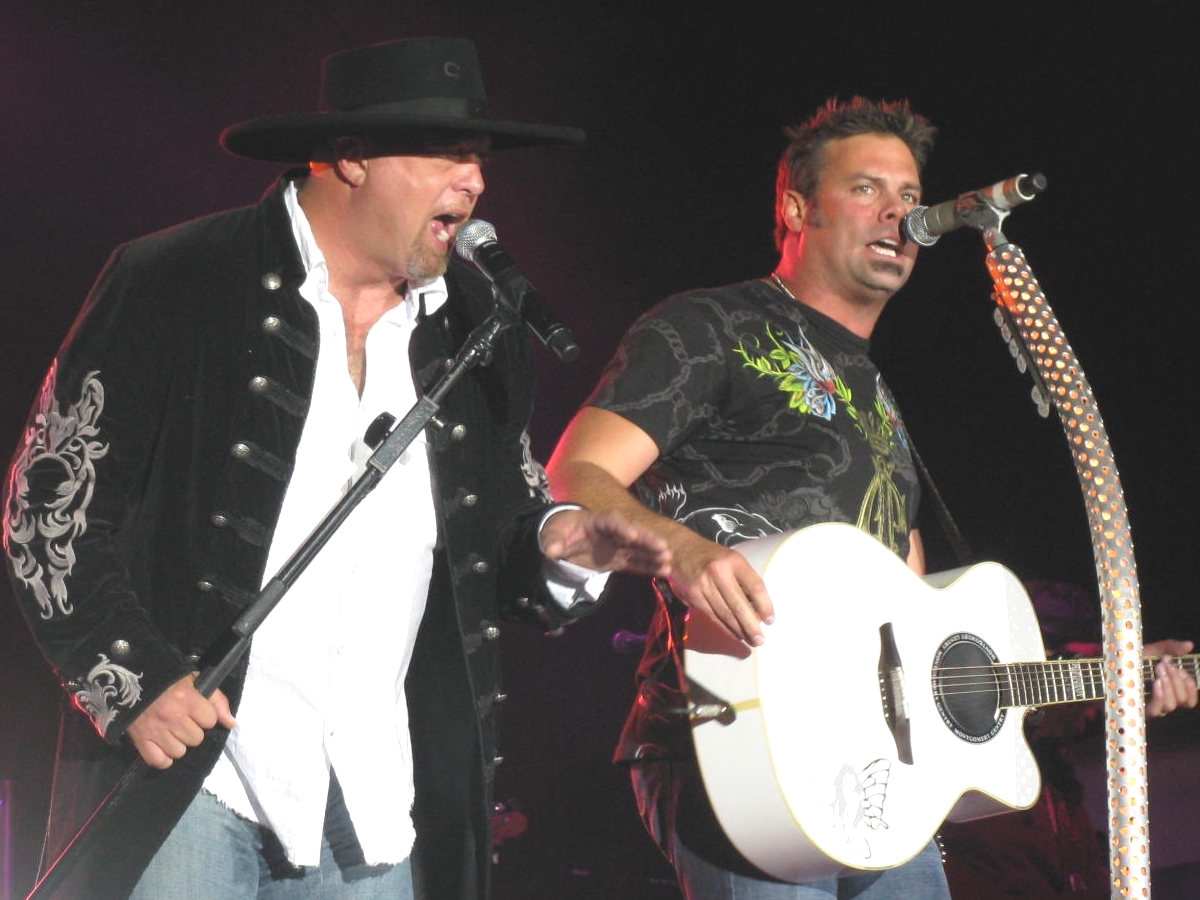
Eddie Montgomery (links) en Troy Gentry

Montgomery Gentry was een Amerikaans country-duo bestaande uit Eddie Montgomery (1963) en Troy Gentry (1967-2017).

## Historie
Samen met John Michael Montgomery, de broer van Eddie Montgomery, vormden Montgomery en Gentry aanvankelijk de countryband Early Timz, die lokaal succes had in clubs in Kentucky. Nadat John Michael Montgomery de band verliet om om zich op zijn solocarrière te concentreren, gingen Eddie Montgomery en Troy Gentry verder als duo onder de naam Montgomery Gentry.
In 1999 werd het debuutalbum van het duo uitgebracht, Tattoos & Scars, welke in de Verenigde Staten een platinastatus heeft verkregen. Na het debuut volgden nog zeven albums: Carrying On (2001), My Town (2002), You Do Your Thing (2004), Some People Change (2006), Back When I Knew It All (2008), Rebels on the Run (2011) en Folks Like Us (2015). Naast de reguliere studioalbums zijn er ook drie compilatiealbums uitgebracht.
Het duo heeft in de Verenigde Staten verschillende nummer 1-hits gehad. Op 26 mei 2009 ontving Montgomery Gentry een formele uitnodiging van Charlie Daniels om als lid toe te treden van de 'Hall Of Fame' van de Grand Ole Opry, waar alleen de elite van de countrymuziek wordt toegelaten. Op 23 juni 2009 was de inauguratie.
In september 2017 kwam Troy Gentry op 50-jarige leeftijd om het leven bij een helikopterongeluk in New Jersey.

## Albums
- Tattoos & Scars (1999)
- Carrying On (2001)
- My Town (2002)
- You Do Your Thing (2004)
- Something to Be Proud Of: The Best of 1999-2005 (2005) (Compilatie)
- Some People Change (2006)
- Super Hits (2007) (Compilatie)
- Back When I Knew It All (2008)
- For Our Heroes (2009) (Compilatie)
- Rebels On The Run (2011)
- Folks Like Us (2015)